# (2987) Sarabhai
(2987) Sarabhai (4583 P-L) – planetoida z pasa głównego asteroid okrążająca Słońce w ciągu 4,91 lat w średniej odległości 2,89 j.a. Odkryta 24 września 1960 roku.